# Roque Gastón Máspoli
Roque Gastón Máspoli Arbelvide (Montevideo, 12 de octubre de 1917-Montevideo, 22 de febrero de 2004) fue un futbolista y entrenador uruguayo, guardameta de la selección de fútbol de Uruguay. Fue partícipe del Maracanazo de 1950.

## Trayectoria

### Futbolista
Máspoli se había iniciado en el fútbol a los dieciséis años de edad en Nacional y, tras jugar en Liverpool, llegó a Peñarol, donde desarrolló prácticamente toda su carrera profesional.
Participó en los mundiales de 1950 y 1954, como guardameta de la selección uruguaya.
Se retiró como futbolista en 1955; aunque se mantuvo vinculado al deporte, y falleció a los ochenta y seis años, víctima de una afección cardíaca. Sus restos descansan en el Cementerio del Buceo.

### Entrenador[1]
Dirigió al Club Atlético Peñarol durante la conquista de las Copas Libertadores y Copa Intercontinental del año 1966.
Como director técnico dirigió los siguientes clubes:
- Peñarol: Campeonato Uruguayo 1964, 1965, 1967, 1985, 1986; Copa Libertadores 1966; Copa Intercontinental 1966.
  - Dirigió a Peñarol en la final de la Copa Libertadores de América de 1966 cuando vapuleó a River Plate de Argentina 4 a 2. En el minuto 42, Peñarol perdía 2 a 0; pero con los goles de Spencer, Abbadie, nuevamente Spencer y Rocha en los minutos 65, 71, 101 y 109 respectivamente se consagró por tercera vez campeón de América. Peñarol formó el 20 de mayo de 1966 en el Estadio Nacional de Santiago con Ladislao Mazurkiewicz, Juan Lezcano, Nelson Díaz (Tabaré González), Pablo Forlán, Néstor Gonçálves, Omar Caetano, Julio César Abbadie, Julio César Cortés, Alberto Spencer, Pedro Rocha y Juan Joya.

- Danubio
- River Plate
- Defensor Lima: Liga peruana de 1973
- Elche
- Olimpia
- Sporting Cristal
- Barcelona: Campeonato Ecuatoriano de 1987
- selección de Uruguay

## Selección nacional
Fue internacional con la selección de Uruguay en treinta y nueve ocasiones y recibió sesenta y ocho goles.

### Participaciones en Copas del Mundo
| Mundial              | Sede   | Resultado   | Partidos | G.R. |
| -------------------- | ------ | ----------- | -------- | ---- |
| Copa Mundial de 1950 | Brasil | Campeón     | 3        | -3   |
| Copa Mundial de 1954 | Suiza  | Semifinales | 5        | -9   |

### Participaciones enCopas América
| Copa              | Sede      | Resultado | Partidos | GR |
| ----------------- | --------- | --------- | -------- | -- |
| Copa América 1945 | Chile     | 4.º lugar | 6        | –6 |
| Copa América 1946 | Argentina | 4.º lugar | 5        | –9 |
| Copa América 1955 | Chile     | 4.º lugar | 3        | –5 |

## Clubes

### Como jugador
| Club                 | País                 | Año       | Partidos |
| -------------------- | -------------------- | --------- | -------- |
| Nacional             | Uruguay              | 1937-1938 | 6        |
| Liverpool            | Uruguay              | 1939-1940 | 42       |
| Peñarol              | Uruguay              | 1941-1955 | 391      |
| Selección de Uruguay | Selección de Uruguay | 1944-1954 | 40       |

## Palmarés

### Como jugador

#### Torneos nacionales
| Título              | Club     | País    | Año  |
| ------------------- | -------- | ------- | ---- |
| Campeonato Uruguayo | Nacional | Uruguay | 1933 |
| Campeonato Uruguayo | Nacional | Uruguay | 1934 |
| Torneo Competencia  | Nacional | Uruguay | 1934 |
| Torneo de Honor     | Nacional | Uruguay | 1935 |
| Torneo de Honor     | Nacional | Uruguay | 1938 |
| Campeonato Uruguayo | Nacional | Uruguay | 1939 |
| Torneo de Honor     | Nacional | Uruguay | 1939 |
| Campeonato Uruguayo | Peñarol  | Uruguay | 1944 |
| Campeonato Uruguayo | Peñarol  | Uruguay | 1945 |
| Campeonato Uruguayo | Peñarol  | Uruguay | 1949 |
| Campeonato Uruguayo | Peñarol  | Uruguay | 1951 |
| Campeonato Uruguayo | Peñarol  | Uruguay | 1953 |
| Campeonato Uruguayo | Peñarol  | Uruguay | 1954 |

#### Torneos internacionales
| Título                 | Equipo               | Sede   | Año  |
| ---------------------- | -------------------- | ------ | ---- |
| Copa Mundial de Fútbol | Selección de Uruguay | Brasil | 1950 |

### Como entrenador

#### Torneos nacionales
| Título              | Club                    | País    | Año  |
| ------------------- | ----------------------- | ------- | ---- |
| Campeonato Uruguayo | Peñarol                 | Uruguay | 1964 |
| Campeonato Uruguayo | Peñarol                 | Uruguay | 1965 |
| Campeonato Uruguayo | Peñarol                 | Uruguay | 1967 |
| Primera división    | Defensor Lima           | Perú    | 1973 |
| Campeonato Uruguayo | Peñarol                 | Uruguay | 1985 |
| Campeonato Uruguayo | Peñarol                 | Uruguay | 1986 |
| Serie A             | Barcelona Sporting Club | Ecuador | 1987 |

#### Torneos internacionales
| Título                | Equipo  | Sede     | Año  |
| --------------------- | ------- | -------- | ---- |
| Copa Libertadores     | Peñarol | Santiago | 1966 |
| Copa Intercontinental | Peñarol | Madrid   | 1966 |